# Icterus chrysocephalus
Icterus chrysocephalus, "morichetrupial", är en fågelart i familjen trupialer inom ordningen tättingar. Den betraktas oftast som underart till större epålettrupial (Icterus cayanensis), men urskiljs sedan 2016 som egen art av Birdlife International och IUCN.
Fågeln förekommer från östra Colombia till Venezuela, Guyanaregionen, norra Brasilien och Peru samt på Trinidad. Den kategoriseras av IUCN som livskraftig.